# النزاع بين تشاد والسودان
بدأت أحدث الحروب الأهلية التشادية في ديسمبر 2005. فمنذ استقلالها عن فرنسا في عام 1960، غرقت تشاد في الحرب الأهلية بين المسلمين العرب في الشمال والمسيحيين من شعوب جنوب الصحراء الكبرى في الجنوب. نتيجةً لذلك، انتقل منصب الرئاسة في تشاد مرارًا بين الجنوبيين المسيحيين والشماليين المسلمين. وكلما وصل أحد الجانبين إلى السلطة، عادةً ما كان الجانب الآخر يشن حربًا ثورية مضادة له.
تورطت كل من فرنسا –القوة الاستعمارية السابقة- وليبيا –الجارة الشمالية لتشاد- خلال أوقات مختلفة في الحرب الأهلية. بحلول منتصف تسعينيات القرن العشرين، كانت الحرب الأهلية قد هدأت إلى درجة ما. وفي عام 1996، نتج عن أول انتخابات ديمقراطية في تشاد وصول إدريس ديبي –الشمالي- إلى منصب الرئاسة. ثم، في عام 1998، اندلع تمرد مسلح في الشمال، بقيادة يوسف توغويمي، رئيس أركان الدفاع السابق لدى الرئيس ديبي. وفشلت صفقة سلام ليبية في عام 2002 في إنهاء النزاع. وفي عام 2003، تسرب النزاع القائم في منطقة دارفور السودانية المجاورة إلى تشاد عبر الحدود الفاصلة بين الدولتين. التحق باللاجئين السودانيين مدنيون تشاديون كانوا يحاولون الفرار من عنف التمرد وانتهى المطاف بهم إلى ملء المخيمات، وكان من الواضح أن المتمردين التشاديين يتلقون السلاح والمساعدة من حكومة السودان. وفي الوقت نفسه، تلقى المتمردون السودانيون المساعدة من حكومة تشاد. وفي فبراير 2008، تحالفت ثلاث مجموعات متمردة في ما بينها ووحدت قواتها لتنفذ هجومًا على العاصمة التشادية إنجامينا. وبعد فشل هذ الهجوم في الاستيلاء على القصر الرئاسي، تعرض للردع بشكل حاسم، وأرسلت فرنسا جماعات عسكرية لمساندة الحكومة. وكان العديد من المتمردين حلفاءً سابقين للرئيس إدريس ديبي، واتهموه بالفساد الموجه ضد أعضاء من قبيلته.

## عملية السلام

### انسحاب الأمم المتحدة
في يناير 2009، طالبت حكومة تشاد منظمة الأمم المتحدة بمباشرة سحب بعثة قوات حفظ السلام من شرقي تشاد، وذكرت الحكومة أسبابًا لقرارها هذا تتعلق بالانتشار البطيء لعناصر بعثة الأمم المتحدة والنجاح القليل الذي حققته وتحسن الوضع الأمني. وفي مايو 2009، راجعت الأمم المتحدة تفويض بعثتها وأصدرت قرارًا بالانسحاب التدريجي الذي ينتهي مع نهاية العام، ونقلت كامل المسؤولية عن حماية المدنيين، بمن فيهم المهجرون واللاجئون من دارفور، بشكل نافذ إلى قوات الأمن التشادية. 

### الانسجام بين تشاد والسودان
وُقعت اتفاقية لإعادة الانسجام بين تشاد والسودان في 15 يناير 2010، لتوضع بذلك نهاية للحرب التي امتدت طوال خمس سنوات. أدى إصلاح العلاقات إلى عودة المتمردين التشاديين من السودان إلى وطنهم، وفتح الحدود بين البلدين بعد إغلاقها الذي استمر لمدة سبع سنوات، ونشر قوة مشتركة لحفظ أمن الحدود. زار الرئيس إدريس ديبي الخرطوم في فبراير للمرة الأولى منذ ست سنوات؛ وفي يوليو، استضافت تشاد –وهي دولة عضو في المحكمة الجنائية الدولية- الرئيس السوداني عمر البشير، فساقت على نفسها بذلك اتهامات وصفتها بأنها أول دولة عضو في المحكمة الجنائية الدولية تستضيف شخصًا مشتبهًا به لدى المحكمة. وعقب قرار الأمم المتحدة بسحب بعثة حفظ السلام مع نهاية عام 2010، شكّل مندوبون عن وكالات تابعة للأمم المتحدة مجموعة عمل مع الحكومة التشادية بهدف تحسين الوضع الأمني للمجموعات الإنسانية في شرقي تشاد. تتضمن الخطة تعزيز المفرزة الأمنية التشادية المتكاملة، وهي جزء من بعثة الأمم المتحدة في جمهورية إفريقيا الوسطى وتشاد تتألف من قوات شرطة تشادية تلقت تدريبًا من الأمم المتحدة وتهدف إلى تأمين مخيمات اللاجئين والمناطق التي حولها. غير أن المخططات لا تشير بشكل واضح إلى المخاوف الأمنية المتعلقة باللاجئين أو النازحين داخليًا أو السكان المحليين.